# 鉢伏山 (筑摩山地)
鉢伏山（はちぶせやま）は標高1,929mの筑摩山地の山。美ヶ原高原の南東に扉峠をはさんで、南側の高ボッチ山とともになだらかな山容を見せる。鉢伏山から東方および南方に延びる尾根は中央分水嶺となり、日本海へ注ぐ河川である犀川・千曲川水系と、太平洋に注ぐ天竜川水系を分けている。山岳信仰の山であり、西側中腹にある牛伏寺がよく知られている。

## 山名の由来
鉢を伏せたような姿からこの名で呼ばれるが、同名の山名は全国に多数存在する。

## 雪形
山頂西北側斜面の犀川水系牛伏川支流大沢の源頭付近に雪形が見られる。松本盆地の各地において、この雪形の形状をさまざまに言い表し、農耕作業の目安としている。

## 登山

### 主なコース
- 扉温泉 - 扉峠 - 鉢伏山
- 牛伏寺 - 鉢伏山
- 塩尻片丘 - 高ボッチ - 鉢伏山

### アクセス

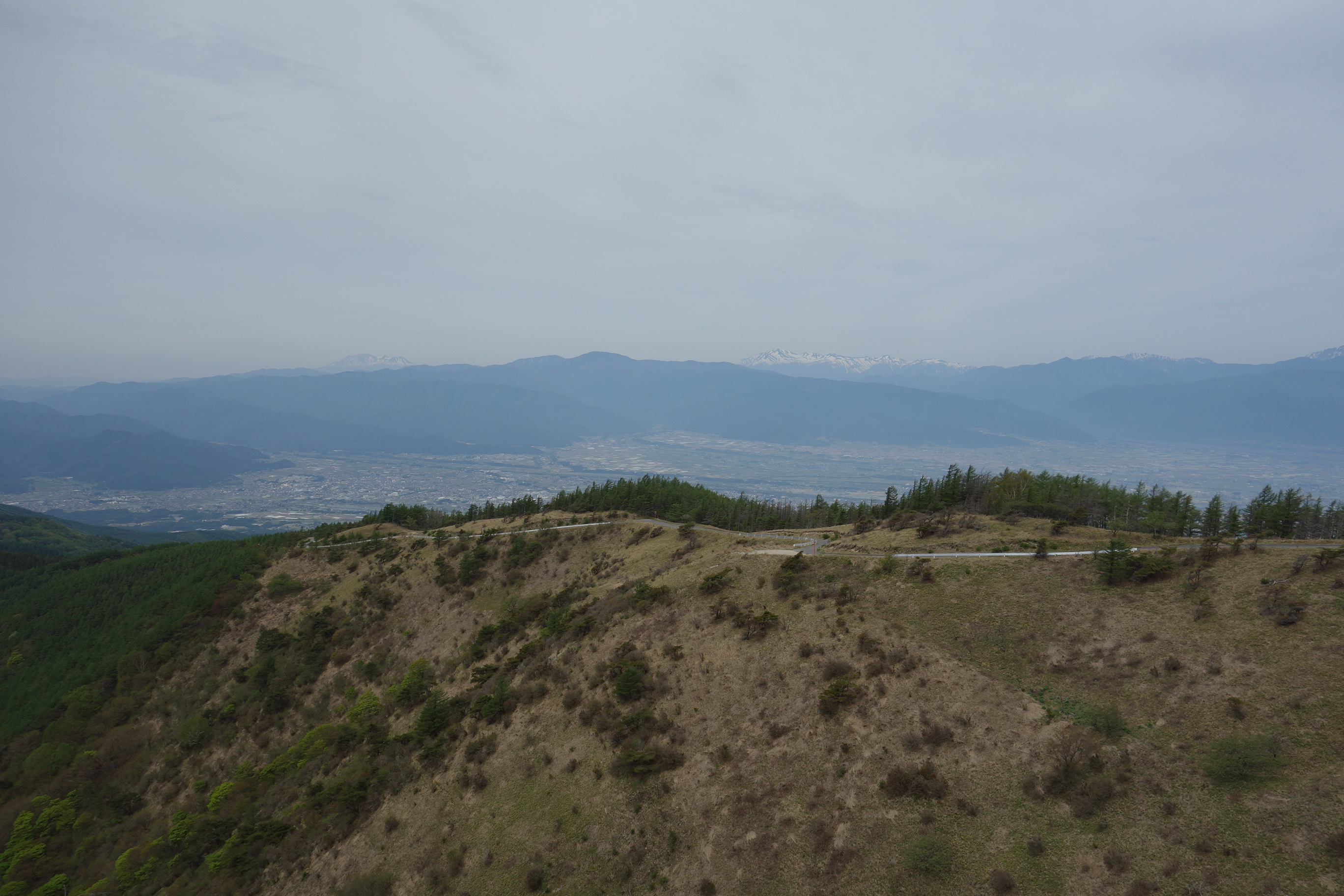
鉢伏山スカイライン

- JR東日本篠ノ井線の松本駅からアルピコ交通バスの路線バスで大和合方面へ、または篠ノ井線村井駅等よりアルピコバス、タクシーを利用し各登山口へ。
- 山頂近くまで道路が整備されているため、松本市牛伏寺・崖の湯温泉、または塩尻市片丘、塩嶺峠方面からのマイカーアクセスに優れている。

## 眺望
山頂からは中部地方の主な山岳を多数展望することができる。
- 穂高岳（穂高連峰）
- 槍ヶ岳
- 常念岳
- 鹿島槍ヶ岳
- 五竜岳
- 白馬岳
- 乗鞍岳
- 御嶽山
- 木曽駒ヶ岳（中央アルプス）
- 甲斐駒ヶ岳、北岳、仙丈ヶ岳（南アルプス）
- 富士山
- 八ヶ岳
- 蓼科山

## 周辺の山
- 前鉢伏山(1,836m)
- 二ツ山(1,826.4m)
- 三峰山(1,887m)
- 高ボッチ山(1,664.8m)

『松本市誌』では、これらを合わせて「鉢伏山地」という表現を用いている。